# Réponse sexuelle humaine
 (novembre 2016).
Si vous disposez d'ouvrages ou d'articles de référence ou si vous connaissez des sites web de qualité traitant du thème abordé ici, merci de compléter l'article en donnant les références utiles à sa vérifiabilité et en les liant à la section « Notes et références ».
La réponse sexuelle humaine est l'ensemble des réactions physiologiques et psychologiques de l'homme ou de la femme constituant un cycle sexuel complet. Cette réponse a été étudiée en détail par les sexologues américains Masters et Johnson. 
Le modèle de la réponse sexuelle de Masters et Jonhson a permis une meilleure compréhension de la réponse sexuelle humaine. Elle a également inspiré d’autres recherches sur la réponse sexuelle ainsi que la création d’autres modèles du genre, comme le modèle de la satisfaction subjective de Zilbergeld et Ellison et le modèle cognitif de Walen et Roth. Elle a également suscité l’intérêt d’une meilleure compréhension des réactions sexuelles. Les modèles inspirés de celui de Masters et Johnson cherchent à combler les aspects cognitifs et émotionnels absents dans leur modèle. C’est le cas du modèle triphasique d'Helen Singer Kaplan. Depuis les années 2000, désir et excitation sexuelle sont considérées comme deux phases étroitement imbriquées et non linéaires, le désir pouvant être absent.

## Phases de la réponse sexuelle
Chez l'humain, un cycle sexuel complet, selon Masters et Johnson, comprend quatre phases : l'excitation, le plateau, l'orgasme et la résolution.

### Excitation
L'excitation sexuelle est la phase de montée du plaisir sexuel à la suite de stimulations sexuelles. Elle commence avec le début des premières stimulations sexuelles. Elle a une durée de quelques secondes à quelques minutes. Elle correspond à l’augmentation de la tension musculaire, du rythme cardiaque et de la tension artérielle. Chez la femme, la phase de l’excitation provoque la lubrification vaginale, l’accroissement et l’allongement de la tige et l’augmentation du volume du clitoris, l’aplatissement des grandes lèvres ainsi que l’ouverture et le gonflement des petites lèvres. Chez l’homme, la phase de l’excitation provoque l’érection, l’augmentation du volume des testicules et le resserrement du scrotum.

### Plateau
Le plateau est la seconde phase du cycle et la plus longue. Il dure de quelques secondes à plusieurs minutes. Le début du plateau est caractérisé par l’intensification des réactions de la phase d’excitation. Chez la femme, on observe donc l’engorgement sanguin des grandes lèvres, le gonflement d’une partie du vagin et des contractions du vagin. La lubrification se poursuit et l’utérus finit par de se redresser, modifiant ainsi son angle par rapport au vagin. Chez les hommes, l’érection se stabilise, le volume des testicules augmente et l’élévation de ceux-ci se complète. Les glandes de Cowper sécrètent le liquide pré-éjaculatoire dans cette phase. Cette phase prépare le corps à l’orgasme.

### Orgasme
L'orgasme est une montée très rapide du plaisir sexuel à la fin du plateau. Il est caractérisé par une série de contractions qui déclenchent le relâchement des tensions accumulées. Chez la femme, elles surviennent au niveau du vagin et des autres muscles génitaux, comme l'utérus et l’anus. Un stimulus extérieur peut interrompre l’orgasme féminin. Chez l’homme, les contractions surviennent le long du pénis, entraînant, la plupart du temps, l'éjaculation. Contrairement à l'orgasme féminin, l'orgasme masculin ne peut pratiquement jamais être interrompu. Cette phase est la plus courte du cycle.

### Résolution
La résolution est la phase au cours de laquelle l'excitation sexuelle redescend. Elle est associée à une détente généralisée du corps et de l'esprit.
Elle débute avec la fin de l’orgasme, donc après les dernières contractions orgasmiques et avec le relâchement des organes. On observe, chez les deux sexes, la diminution de la pression sanguine, le ralentissement du rythme cardiaque et de la respiration, et la perte de l’érection.
Cette phase est plus ou moins longue selon les individus et l'âge.